# Pleopeltis remota
Pleopeltis remota är en stensöteväxtart som först beskrevs av Nicaise Augustin Desvaux, och fick sitt nu gällande namn av Alan Reid Smith. Pleopeltis remota ingår i släktet Pleopeltis och familjen Polypodiaceae. Inga underarter finns listade.